# Tunnel de Viroflay
Le tunnel de Viroflay est un tunnel ferroviaire français à Viroflay, dans les Yvelines. Long de 1 600 m, il a été mis en service en 2016, année depuis laquelle il est emprunté par la ligne 6 du tramway d'Île-de-France. Les stations Viroflay-Rive-Gauche et Viroflay-Rive-Droite, toutes deux souterraines, sont situées le long de ce tunnel.